# Sergio Lusso
Sergio Lusso (all'anagrafe Serge Lussu) (Torino, 5 dicembre 1930 – Forlì, 6 giugno 1998) è stato un calciatore italiano, di ruolo mediano.

## Carriera
Fu uno dei giovani che scesero in campo nelle ultime quattro partite della stagione 1948-1949, per sostituire i giocatori del Grande Torino periti nella tragedia di Superga, segnando due volte, sempre su rigore, contro il Genoa e contro la Sampdoria.
Continuò poi la sua carriera in Serie C.